# Ціною власного життя
«Ціною власного життя» (англ. Die Trying) — детективний роман англійського письменника Лі Чайлда, виданий у 1998 році. Роман є другим у циклі творів про колишнього військового поліцейського Джека Річера.

## Сюжет
Колишній військовий поліцейський Джек Річер подорожуючи США після відставки у Чикаго допомагає незнайомій молодій жінці з пошкодженою ногою, яка виходила з хімчистки. В цей час на них здійснюють напад троє чоловіків, які під збройним тиском забирають їх у фургон і везуть у невідомому напрямі. Під час подорожі головний герой довідується, що жінку звати Холлі Джонсон, вона є агентом ФБР. При цьому вона є дочкою Голови Об'єднаного комітету начальників штабів США та похресницею Президента США.
Після того, як про зникнення Холлі Джонсон стає відомо в агенти чиказького офісу ФБР починають її пошуки.  Основними агентами, які проводять розшуки є Макграт, Мілошевич і Броган. Основним підозрюваним вважається Джер Річер, проте його колишній керівник Леон Гарбер, у якого агенти цікавляться щодо біографії Річера вважає його невинним. Під час тимчасової зупинки на фермі Річер вбиває одного з викрадачів - Пітера Белла, за спроби того згвалутвати Холлі Джонсон. Сховавши тіло в придорожній канаві Річер повертається до Холлі, яку не вдалось звільнити з полону.  В кінці подорожі Річера і Холлі привозять до гірської місцевосці в табір військової секти, яка планує оголосити свою незалежність від Сполучених Штатів Америки. 
Холлі селять в будинку, стіни якого за думкою Річера начинені динамітом. Лідер секти Бо Броден хоче використати Холлі як важіль впливу на її батька та президента США  для виконання вимог секти.
Під час перебування на території табору з Холлі зв'язується агент ФБР під прикриттям,  та пропонує втечу, на яку вона, проте без Річера не погоджується. Згодом цього агента викривають та страчують. Окрім того секті стає відомо, що  Пітер Белл був вбитий Річером і його тіло знайдене. Від страти Річера рятує Холлі, яка пропонує секті використати його навики, зокрема у снайперській стрільбі у своїх цілях.  Бо Броден організовує снайперський матч у якому Річер перемагає. 
Наступної ночі Річер, який підозрює, що секта готує щось грандіозне, знаходить у закинутій шахті військові вантажівки, які перевозили зброю. Тим часом агенти ФБР спільно з Леоном Гарбером знаходять табір секти та з невеличкою кількістю військових готуються до штурму. Ситуація ускладнюється небажанням Президента США використовувати військові сили для штурму тому операція має неофіційний характер.
Наступного ранку Річер рятує Макграта, якого схопили під час розвідки позицій секти і спільно вони догадуються, що інші агенти або Брогані, або Мілошевич, або обидва працюють на секту. Після вбивства Брогана і Мілошевича Річер виясняє, що будинок Холлі не має динаміту в стінах, а вся операція з її викраденням була відволікаючим маневром для організації теракту в Сан-Франциско під час святкування Дня незалежності. Річер здогадується де планується теракт і з снайперської гвинтівки у завислому вертольоті розстрілює фургон на шосе, спричинивши детонацію динаміту.

## Основні персонажі
- Джек Річер — протагоніст, колишній військовий поліцейський, який наразі мандрує країною;
- Холлі Джонсон —  агент ФБР, яку викрали разом з Джеком Річером;
- Леон Гарбер —  полковник військової поліції, наставник та начальник Джека Річера;
- Макграт —  агент ФБР;
- Мілошевич —  агент ФБР;
- Броган —  агент ФБР;
- Бо Броден  —  лідер військової секти, організатор викрадення Річера і Холлі.

## Нагороди і номінації на нагороди
Переможець премії "Good Read Award" компанії  WH Smith .